# Campionato internazionale gran turismo 1962
Il Campionato internazionale costruttori gran turismo 1962, la cui denominazione ufficiale è International Championship for GT Manufacturers , è stata la 3ª edizione del Campionato internazionale gran turismo.
Organizzato e regolamentato dalla Federazione Internazionale dell'Automobile, tramite la Commissione Sportiva Internazionale, per le vetture gran turismo senza limiti di cilindrata suddivise in tre divisioni per ognuna delle quali viene assegnato un titolo assoluto. Si aggiudicano i titoli la Fiat-Abarth per la Divisione I, la Porsche nella Divisione II, la Ferrari nella Divisione III.
Quattro prove del Campionato sono valide anche per il Challenge mondiale endurance.

## Regolamento
Titoli assoluti
Vengono assegnati tre titoli assoluti:
- Campionato internazionale costruttori gran turismo - Divisione I riservato ai costruttori di vetture GT1.
- Campionato internazionale costruttori gran turismo - Divisione II riservato ai costruttori di vetture gran turismo GT2.
- Campionato internazionale costruttori gran turismo - Divisione III riservato ai costruttori di vetture gran turismo GT3.

Altri titoli
Vengono inoltre assegnati titoli per tutte le sottodivisioni GT e per le 3 divisioni Sport:
- Divisione I - Serie 1 riservato ai costruttori di vetture GT1/1
- Divisione I - Serie 2 riservato ai costruttori di vetture GT1/2
- Divisione I - Serie 3 riservato ai costruttori di vetture GT1/3
- Divisione II - Serie 1 riservato ai costruttori di vetture GT2/1
- Divisione II - Serie 2 riservato ai costruttori di vetture GT2/2
- Divisione II - Serie 3 riservato ai costruttori di vetture GT2/3
- Divisione III - Serie 1 riservato ai costruttori di vetture GT3/1
- Divisione III - Serie 2 riservato ai costruttori di vetture GT3/2
- Divisione III - Serie 3 riservato ai costruttori di vetture GT3/3
- Coppa vetture sport - Divisione I riservato ai costruttori di vetture S1.0
- Coppa vetture sport - Divisione II riservato ai costruttori di vetture S2.0
- Coppa vetture sport - Divisione III riservato ai costruttori di vetture S3.0

Per i prototipi non è previsto nessun titolo.
In totale vengono assegnati 15 titoli.
Categorie
Al Campionato partecipano tre categorie di vetture raggruppate in divisioni e sottodivisioni in base alla cilindrata per un totale di 16 classi:
- Gran turismo: vetture prodotte in numero minimo di 100 esemplari all'anno senza limiti di cilindrata raggruppate in tre divisioni[2]:

GT1: vetture gran turismo divisione I con cilindrata entro 1.0 litri, ulteriormente raggruppate in tre sottodivisioni (GT1/1, GT1/2, GT1/3)
GT2: vetture gran turismo divisione II con cilindrata entro 2.0 litri, ulteriormente raggruppate in tre sottodivisioni (GT2/1, GT2/2, GT2/3)
GT3: vetture gran turismo divisione III con cilindrata oltre 2.0 litri, ulteriormente raggruppate in tre sottodivisioni (GT3/1, GT3/2, GT3/3)
- Sport: vetture biposto con carrozzeria aperta o chiusa e motori con cilindrata massima di 3 litri, progettate e costruite per le competizioni in un numero minimo di esemplari ma dotate degli equipaggiamenti per l'uso stradale, suddivise in classi secondo la cilindrata[2]

S1.0: vetture sport divisione I con cilindrata entro 1.0 litri (S1.0)
S2.0: vetture sport divisione II con cilindrata entro 2.0 litri (S2.0)
S3.0: vetture sport divisione III con cilindrata entro 3.0 litri (S3.0)
- Prototipi sperimentali: prototipi progettati e costruiti per le competizioni, senza un minimo di esemplari, con cilindrata massima di 4.0 litri suddivisi in classe secondo la cilindrata[2]:

P1.0: prototipi con cilindrata massima di 1.0 litri
P2.0: prototipi con cilindrata massima di 2.0 litri
P3.0: prototipi con cilindrata massima di 3.0 litri
P4.0: prototipi con cilindrata massima di 4.0 litri
Calendario
Il calendario comprende 15 prove. La 3 Ore di Sebring, il Circuito del Garda, il Gran Premio di Berlino, la Coppa Città di Enna e la 500 Km del Nürburgring sono riservate alle vetture gran turismo divisione I. La 400 KM di Bridgehampton GT2 è riservata alle vetture gran turismo divisione I e II. Il Tourist Trophy è riservato alle vetture gran turismo divisione II e III. La 12 ore di Sebring, la Targa Florio, la 1000 km del Nürburgring e la 24 Ore di Le Mans sono prove valide per il Challenge mondiale.

## Costruttori
- Abarth-Simca
- Alfa Romeo
- Aston Martin
- Austin-Healey
- Chaparral
- Chevrolet
- Ferrari
- Fiat-Abarth
- GSM

- Jaguar
- Lancia
- MG
- Morgan
- Lotus
- Porsche
- Sunbeam
- TVR

## Risultati
| Nº | Data         | Gara                          | Costruttore | Piloti                                             | GT Divisione I | GT Divisione II | GT Divisione III | Resoconto |
| -- | ------------ | ----------------------------- | ----------- | -------------------------------------------------- | -------------- | --------------- | ---------------- | --------- |
| 1  | 11 febbraio  | 3 Ore di Daytona              | Lotus       | Dan Gurney                                         |                | Alfa Romeo      | Ferrari          | Resoconto |
| 2  | 23 marzo     | 3 Ore di Sebring              | Fiat-Abarth | Bruce McLaren                                      | Fiat-Abarth    |                 |                  | Resoconto |
| 3  | 24 marzo     | 12 Ore di Sebring             | Ferrari     | Jo Bonnier Lucien Bianchi                          |                | Porsche         | Ferrari          | Resoconto |
| 4  | 1º maggio    | Circuito del Garda            | Fiat-Abarth | Ludovico Scarfiotti                                | Fiat-Abarth    |                 |                  | Resoconto |
| 5  | 6 maggio     | Targa Florio                  | Ferrari     | Willy Mairesse Ricardo Rodríguez Olivier Gendebien |                | Porsche         | Ferrari          | Resoconto |
| 6  | 13 maggio    | Gran Premio di Berlino        | Fiat-Abarth | Robert Jenny                                       | Fiat-Abarth    |                 |                  | Resoconto |
| 7  | 27 maggio    | 1000 km del Nürburgring       | Ferrari     | Phil Hill Olivier Gendebien                        |                | Porsche         | Ferrari          | Resoconto |
| 8  | 24 giugno    | 24 Ore di Le Mans             | Ferrari     | Phil Hill Olivier Gendebien                        |                | Porsche         | Ferrari          | Resoconto |
| 9  | 15 luglio    | Trofeo d'Auvergne             | Ferrari     | Carlo Mario Abate                                  |                |                 | Ferrari          | Resoconto |
| 10 | 15 agosto    | Coppa Città di Enna           | Fiat-Abarth | Giancarlo Scatti Marsilio Pasotti                  | Fiat-Abarth    |                 |                  | Resoconto |
| 11 | 18 agosto    | Tourist Trophy                | Ferrari     | Innes Ireland                                      |                | Lotus           | Ferrari          | Resoconto |
| 12 | 2 settembre  | 500 km del Nürburgring        | Fiat-Abarth | Eberhard Mahle                                     | Fiat-Abarth    |                 |                  | Resoconto |
| 13 | 15 settembre | 400 km di Bridgehampton GT2.0 | Porsche     | Bob Holbert                                        | Fiat-Abarth    | Porsche         |                  | Resoconto |
| 14 | 16 settembre | 400 km di Bridgehampton       | Ferrari     | Pedro Rodríguez                                    |                |                 | Ferrari          | Resoconto |
| 15 | 21 ottobre   | 1000 Km di Parigi             | Ferrari     | Pedro Rodríguez Ricardo Rodríguez                  |                | Porsche         | Ferrari          | Resoconto |

## Classifiche

### Campionato internazionale costruttori gran turismo divisione I
| Pos | Costruttore   | Pr 1 | Pr 2 | Pr 3 | Pr 4 | Pr 5 | Pr 6 | Pr 7 | Pr 8 | Pr 9 | Pr 10 | Pr 11 | Pr 12 | Pr 13 | Pr 14 | Pr 15 | Totale |
| --- | ------------- | ---- | ---- | ---- | ---- | ---- | ---- | ---- | ---- | ---- | ----- | ----- | ----- | ----- | ----- | ----- | ------ |
| 1   | Fiat-Abarth   |      | 9    |      | 9    |      | 9    |      |      |      | 9     |       | 9     | (9)   |       |       | 45     |
| 2   | GSM           |      |      |      |      |      | 2    |      |      |      |       |       | 3     |       |       |       | 5      |
| 3   | Austin-Healey |      | 4    |      |      |      |      |      |      |      |       |       |       |       |       |       | 4      |

Divisione I - Serie 1 Fiat-Abarth
Divisione I - Serie 2 Fiat-Abarth
Divisione I - Serie 3 Fiat-Abarth

### Campionato internazionale costruttori gran turismo divisione II
| Pos | Costruttore  | Pr 1 | Pr 2 | Pr 3 | Pr 4 | Pr 5 | Pr 6 | Pr 7 | Pr 8 | Pr 9 | Pr 10 | Pr 11 | Pr 12 | Pr 13 | Pr 14 | Pr 15 | Totale |
| --- | ------------ | ---- | ---- | ---- | ---- | ---- | ---- | ---- | ---- | ---- | ----- | ----- | ----- | ----- | ----- | ----- | ------ |
| 1   | Porsche      | (6)  |      | 9    |      | 9    |      | 9    | 9    | 9    |       | (3)   |       | (9)   |       | (9)   | 45     |
| 2   | Alfa Romeo   | 9    |      | 4    |      | 6    |      | (2)  | 4    | 4    |       |       |       | (2)   |       | (2)   | 27     |
| 3   | Lotus        | 2    |      |      |      |      |      | 1    | 6    |      |       | 9     |       |       |       | 3     | 21     |
| 4   | Morgan       |      |      |      |      |      |      |      | 1    |      |       | 6     |       |       |       |       | 7      |
| 5   | Abarth-Simca |      |      |      |      |      |      |      |      |      |       |       |       |       |       | 4     | 4      |
| 6   | Sunbeam      |      |      | 2    |      |      |      |      |      |      |       | 1     |       |       |       |       | 3      |
| 7   | TVR          |      |      |      |      |      |      |      |      |      |       | 2     |       |       |       |       | 2      |
| 8   | MG           |      |      | 1    |      |      |      |      |      |      |       |       |       |       |       |       | 1      |

Divisione II - Serie 1 Alfa Romeo
Divisione II - Serie 2 Porsche
Divisione II - Serie 3 Morgan

### Campionato internazionale costruttori gran turismo divisione III
| Pos | Costruttore  | Pr 1 | Pr 2 | Pr 3 | Pr 4 | Pr 5 | Pr 6 | Pr 7 | Pr 8 | Pr 9 | Pr 10 | Pr 11 | Pr 12 | Pr 13 | Pr 14 | Pr 15 | Totale |
| --- | ------------ | ---- | ---- | ---- | ---- | ---- | ---- | ---- | ---- | ---- | ----- | ----- | ----- | ----- | ----- | ----- | ------ |
| 1   | Ferrari      | 9    |      | 9    |      | 9    |      | 9    | 9    | (9)  |       | (9)   |       |       | (9)   | (9)   | 45     |
| 2   | Jaguar       | 2    |      | 3    |      |      |      |      | 4    |      |       | 3     |       |       | 4     |       | 16     |
| 3   | Chevrolet    | 4    |      | 2    |      |      |      |      |      |      |       |       |       |       | 3     |       | 9      |
| 4   | Lancia       |      |      |      |      | 4    |      |      |      |      |       |       |       |       |       |       | 4      |
| 5   | Aston Martin |      |      |      |      |      |      |      |      | 1    |       |       |       |       |       |       | 1      |

Divisione III - Serie 1 Lancia
Divisione III - Serie 2 Ferrari
Divisione III - Serie 3 Jaguar

### Coppa vetture sport
Divisione I Fiat-Abarth
Divisione II Porsche
Divisione III Ferrari